# Salamon zsidó király

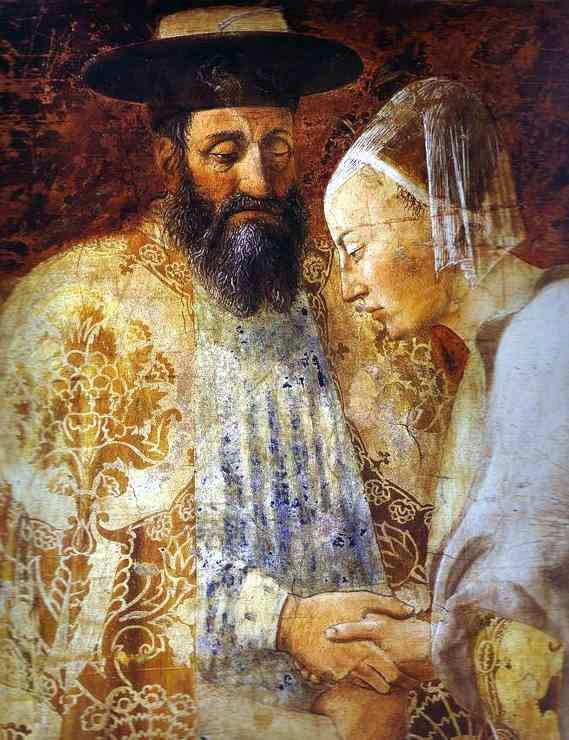
Salamon találkozik Sába királynőjével, Piero della Francesca festménye

Salamon király (Jeruzsálem, i. e. 1000 körül – Jeruzsálem, i. e. 931 körül) a Héber Biblia szerint az ókori Izrael uralkodója és Dávid király fia. Uralkodásának feltételezett dátuma Kr. e. 970-től 932 / 931-ig. A Biblia alapján ő építette az első templomot Jeruzsálemben.
A hagyomány számos, a bibliai kánonba került könyvet tulajdonít neki (Példabeszédek, Énekek éneke, Prédikátor ), ezen túl más apokrif iratokat is.
Az Ószövetségen kívül Salamonnak nincs történelmi bizonyítéka. Létezése és uralkodása jelentős vita tárgya. A jelenlegi tudományos konszenzus feltételesen elfogadja a létét, de az i.e. 10. században való uralkodását és birodalma gazdagságának bibliai ábrázolását túlzásnak, legendáknak tartják. Nézetük szerint ha Salamon és az izraelita királyság valóban olyan jelentős és gazdag lett volna, mint a Biblia említi, valószínűleg lényegesen több régészeti nyomot találnának, nem csak annyit, mint az 1993-ban felfedezett Tel Dán-sztélé, amely "Dávid házát" említi. 

## Neve
Neve vagy a héber salom 'jólét, boldogulás, egészség, béke' szóból származik, vagy a Jeruzsálem nevében is szereplő Sálem személynévvel (istenségnév?) hozható kapcsolatba. Sámuel második könyvében (2Sám 12.24 - 12.25) Jedidja néven is említik, ami héberül azt jelenti: 'Jahve kedveltje'.

## A Bibliában

### Származása
Dávidnak, Izrael második királyának fia. Édesanyja, Betsabé eredetileg a hettita Uriás felesége volt; Salamon Dávid királynak tőle született második gyermeke.

### Jelentősége, tettei
Életéről Sámuel második könyve és A királyok első könyve illetve A krónikák második könyve számol be. Uralkodása békében telt, jelentősebb háborút nem viselt. Ő építtette az első Templomot Jeruzsálemben, valamint sok más hadászati célú illetve a királyi udvar céljait szolgáló épületet. Építkezéseihez sok pénzre és munkaerőre volt szüksége, ezeket az államszervezet erős központosításával, súlyos adók kivetésével igyekezett biztosítani. Ugyancsak építkezési terveinek támogatására lendítette fel a kereskedelmi hajózást is, a Vörös-tengeren hajóflottát építtetett és kikötőt létesített. Sába királynője is meglátogatta őt, rengeteg ajándékot hozott, de kapott is Salamontól, akinek a bölcsességét megcsodálni jött.
Uralkodása a zsidó hagyományban aranykornak számít, valójában azonban eredményeit nagyrészt apjának, Dávidnak köszönheti; neki igazában nem sikerült befejeznie a művet, és a rá hagyományozott birodalmat egységes országgá szerveznie. Központosító törekvései, a robot- és adókötelezettségek erős ellenhatást váltottak ki, s nagyrészt ennek köszönhető az, hogy halála után országa szinte azonnal az északi Izraelre és a déli Júdeára szakadt.
A Biblia leginkább bölcsességét emeli ki. Mint szerzőnek hagyományosan neki tulajdonítják A példabeszédek könyvét, A Prédikátor könyvét, az Énekek énekét és néhány zsoltárt.

## Alternatív értelmezése
Egy újabb keletű elmélet szerint Salamon valójában Ehnaton kortársa volt. Ez két módon lehetséges: vagy Ehnaton élt később, mint azt az egyiptológia állítja, vagy Salamon korábban. David Rohl szerint az előbbi az igazság és az egyiptológia kronológiai rendszere hibás. Elmélete szerint a Dávid trónra léptét megelőző hatalmas kánaáni zűrzavar csak Ehnaton idejében képzelhető el, arra a korra jellemző.
A másik változat is lehetséges, hiszen a korai zsidó királyok időrendje gyakorlatilag kizárólag a később leírt zsidó iratokon alapul, amelyek a Királyok és Krónikák könyveként a Biblia részét is képzik. A Biblia azonban azt írja a 2Krón 1.17-ben, hogy Salamon hettita feleségeket vett és drága egyiptomi lovakat vásárolt a hettita nagy király számára. Az i. e. 10. század elején azonban már nem létezett a Hettita Birodalom, az i. e. 1170-es években megsemmisült. A 2Kir 7.6–7 pedig arról számol be, hogy Egyiptom és Hatti uralkodóit rávette, hogy a zsidók ellenségeivel harcba szálljanak. Ez az említés is Egyiptommal egyenrangú Hattit feltételez. A Hettita Birodalom bukása és Salamon uralkodása között a hagyományos kronológia szerint majdnem egy évszázad van. Ha Salamon és Ehnaton kortársak voltak, úgy a Salamon halálát követő polgárháború és államnélküliség nem egy évig tartott, hanem három évszázadig, az i. e. 14. század második felétől az i. e. 10. század elejéig.
E feltevést erősíti az a tény, hogy a régészet a kora vaskorból nem ismert olyan leleteket, amik alátámasztanák Dávid és Salamon nagy birodalmának képét. A késő bronzkorban viszont gazdag és hatalmas állam állt Izrael területén, amelynek kiterjedt kereskedelmi kapcsolatai voltak. A két kor között kiüresedés, hanyatlás és leletmentes időszak helyezkedik el.

## Szépirodalom
- Stefan Heym: Dávid király krónikája (ford. Görög Lívia), Budapest, Európa Könyvkiadó, 1987